# Dano Pantić
Dano Pantić (cyr. Дано Пантић; ur. 2 marca 1972 w Nikšiciu) – serbski judoka, reprezentujący Jugosławię i Serbię z Czarnogórą. Olimpijczyk z Barcelony 1992, gdzie zajął 21. miejsce w wadze półciężkiej.
Siódmy na mistrzostwach świata w 1997; uczestnik zawodów w 1991, 1995, 1999 i 2001. Startował w Pucharze Świata w latach 1991, 1992, 1995-1997 i 1999-2002. Brązowy medalista mistrzostw Europy w 1997, siódmy w 1992 i 1993. Trzeci na igrzyskach śródziemnomorskich w 1997. Triumfator akademickich MŚ w 1996 roku.

## Letnie Igrzyska Olimpijskie 1992
| Konkurencja | Eliminacje           | Klas. końcowa |
| Konkurencja | Przeciwnik I         | Miejsce       |
| ----------- | -------------------- | ------------- |
| 95 kg       | Yasuhiro Kai (JPN) P | 21.           |